# Dějiny Hongkongu
Dějiny Hongkongu byly ovlivněny mnoha faktory. Tento region totiž nebyl vždy jedním z hlavních světových obchodních a finančních center, neboť jeho rozvoj trval po staletí a byl velmi různorodý. A mnoho se toho zde odehrávalo ještě před nechvalně proslulým kolonizačním obdobím Velké Británie.

## Prvotní osídlení a čínské císařství
Archeologické pozůstatky keramiky, kamenného náčiní, prstenů a bronzů nalezených na více než 20 místech jsou důkazem osídlení Hongkongu již v dobách neolitických. Předpokládá se, že nejstarší moderní obyvatelstvo Hongkongu přišlo ze severní Číny v 2 tisíciletí př. n. l. Lidé z Kantonu se v oblasti Hongkongu začali usazovat kolem 100 př. n. l., později přišli Hakkové.

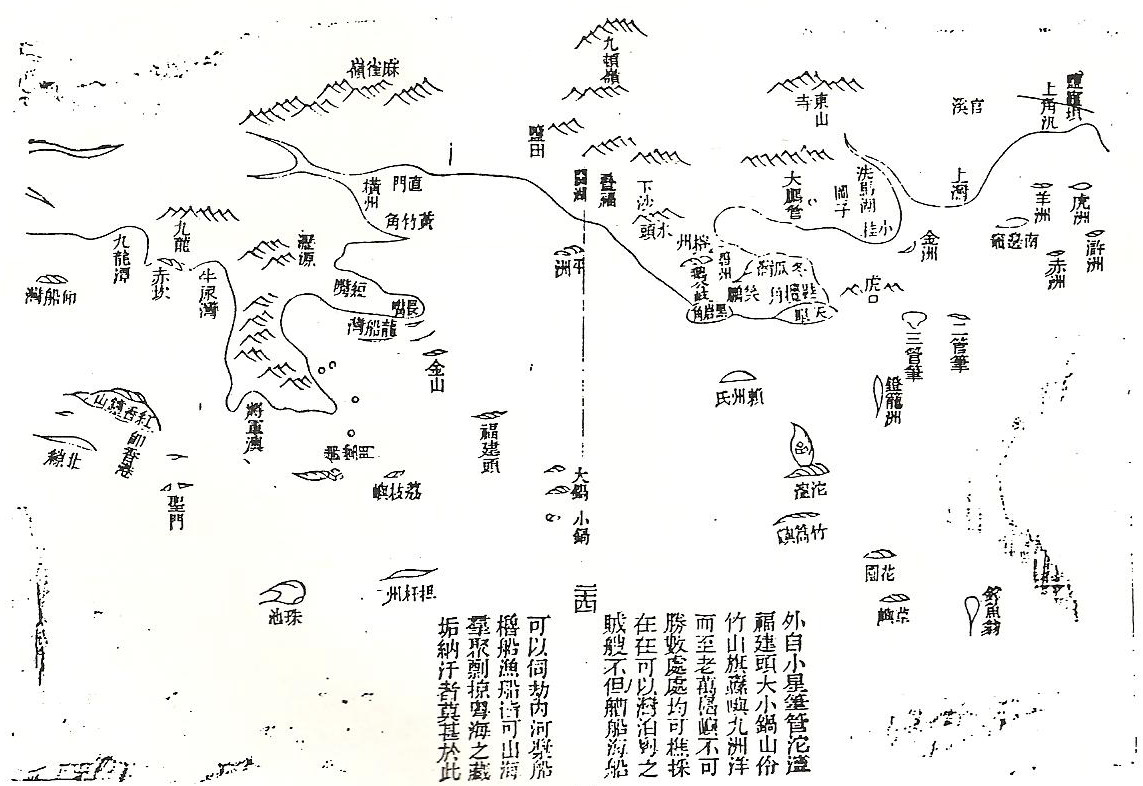
Mapa pobřeží Kuang-tungu a Hongkongu v pozdní fázi dynastie Čching

Hongkong byl dějištěm posledních konfliktů mezi upadající dynastií Ming a rostoucí dynastií Čching. Před příchodem Britů v polovině 19. století, byl ostrov obýván pouze menším rybářským obyvatelstvem a měl nízký potenciál osídlení – postrádal úrodnou půdu a čerstvou vodu, byl hornatý a byl notoricky známý vysokou přítomností pirátů. Jednalo se však o relativně bezpečnou a nerušenou základnu pro britské obchodníky, kteří začali v roce 1821 používat zdejší přístav k zakotvení plavidel přepravujících opium. Čína se rozhodla proti tomuto ilegálnímu obchodu s opiem bojovat, načež vypukla První opiová válka, během níž Velká Británie okupovala Hongkong. Po válce se Hongkong dostal do plné kontroly Britů na základě Nankingské smlouvy.

## Pod britskou nadvládou
Během následujícího půlstoletí získalo Spojené království kontrolu nad všemi třemi hlavními regiony Hongkongu: po hongkongském ostrově i poloostrov Kowloon a tzv. Nová teritoria, území, které dnes tvoří většinu Hongkongu, jak ho známe. Vše nakonec vyústilo v podepsání Úmluvy o rozšíření území Hongkongu mezi Čínou a Británii v roce 1898, na jejímž základě si Britové „pronajali“ nová území na dobu 99 let. Podle podmínek smlouvy by Čína získala kontrolu nad tímto územím opět až 1. července 1997. Pod britskou nadvládou sloužil Hongkong jako centrum pro mezinárodní obchod. Během bouřlivého začátku 20. století vzrostl počet obyvatel o migranty a uprchlíky především z Číny. Příchod nového obyvatelstva pomohl vytvořit roli a pozici ostrova jakožto jednoho z hlavních ekonomických center v regionu. Ke zpomalení tohoto růstu došlo během druhé čínsko-japonské války, kdy se Hongkong stal opět útočištěm, do něhož uprchlo tisíce Číňanů před postupujícími Japonci. S vypuknutím války v Evropě v roce 1939 se postavení kolonie stalo nejistějším a vše bylo ještě horší, když Japonci zaútočili na Hongkong a obsadili jej v prosinci 1941.
Během válečných let byl hongkongský obchod drasticky narušen, ostrov trpěl nedostatkem jídla a mnoho obyvatel uprchlo do pevninské Číny. Populace, která v roce 1941 činila 1,6 milionu, se do roku 1945, kdy se Japonci vzdali, snížila na asi 650 tisíc. Britské jednotky se do města vrátily 30. srpna 1945 a v květnu 1946 byla zdejší občanská vláda obnovena. Mezitím se vrátily stovky tisíc Číňanů a cizinců a brzy se k nim přidali i ekonomičtí a političtí uprchlíci z Číny, kteří prchali ze země po vypuknutí občanské války mezi nacionalisty a komunistickou stranou.

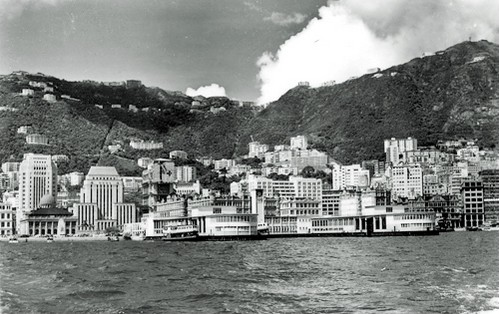
Victoria, Hongkong, 1950

Embargo Organizace Spojených národů v roce 1951 na obchod s Čínou a Severní Koreou během korejské války vedlo k výraznému obchodnímu poklesu na ostrově, což značně ovlivnilo zdejší kvalitu života. Hongkong však začal oživovat svoji ekonomiku lehkým průmyslem, jako je textil, který byl založen přistěhovaleckými kapitalisty a poskytoval velmi potřebné pracovní možnosti pro zdejší obyvatelstvo.
Postupem času docházelo k vyšší industrializaci. Ekonomika však stála především na levné pracovní síle, která se musela smířit s extrémně chabými pracovními podmínkami. Nezlepšující se podmínky přispěly k tomu, že se napříč ostrovem začala šířit nespokojenost, která vyústila v těžké nepokoje v květnu 1967 v Hongkongu a Kowloonu po sporu v továrně na plastové květiny.
Hospodářské a sociální nepokoje se takřka okamžitě proměnily v násilné politické demonstrace, inspirované převážně stoupenci Kulturní revoluce v Číně. Když se situace ke konci šedesátých let stabilizovala, pracovní a životní podmínky se výrazně zlepšily výsledkem sociální politiky hongkongské vlády, která spustila širokou škálu projektů, zejména v oblasti práci a bydlení. Současně s tím byly vyvinuty nejmodernější průmyslová odvětví, jako je elektronika. Kromě toho prosperovaly i majetkové a finanční trhy, a to až do počátku roku 1973, kdy se zhroutil akciový trh a miliardy dolarů byly vyčerpány z Hongkongu. Od poloviny sedmdesátých let se však situace, i díky zlepšenému vztahu s Čínou, opět zlepšovala. Ekonomický růst pokračoval, ale s blížícím vypršením smlouvy mezi Čínou a Británii z roku 1898 začalo být patrné, že oddělení Nových teritorií od zbytku Hongkongu je nemyslitelným řešením. Začátkem 70. let 20. století začali Británie a Čína vyjednávat o budoucnosti Hongkongu a v roce 1984 podepsala britská premiérka Margaret Thatcherová a čínský premiér Čao C’-jang společné čínsko-britské prohlášení, v němž souhlasí s tím, že Čína poskytne Hongkongu určitou politickou a sociální autonomii prostřednictvím politiky „jedna země, dva systémy“ po dobu 50. let od 1. července 1997.
Blížící se navrácení Číně spustil vlnu masové emigrace, neboť se obyvatelé obávali, že dojde k razantním změnám v oblasti lidských práv, právního státu a kvality života.

## Navrácení Číně
Po předání se Hongkong stal zvláštním správním regionem Číny s vlastní „mini ústavou“, právním systémem a některými demokratickými právy, jako je svoboda projevu a svoboda shromažďovací dle hongkongského práva. Obyvatelé Hongkongu si však nemohou volit vlastní vůdce, neboť správce ostrova je volen 1200člennou volební komisí (v současnosti Carrie Lam).

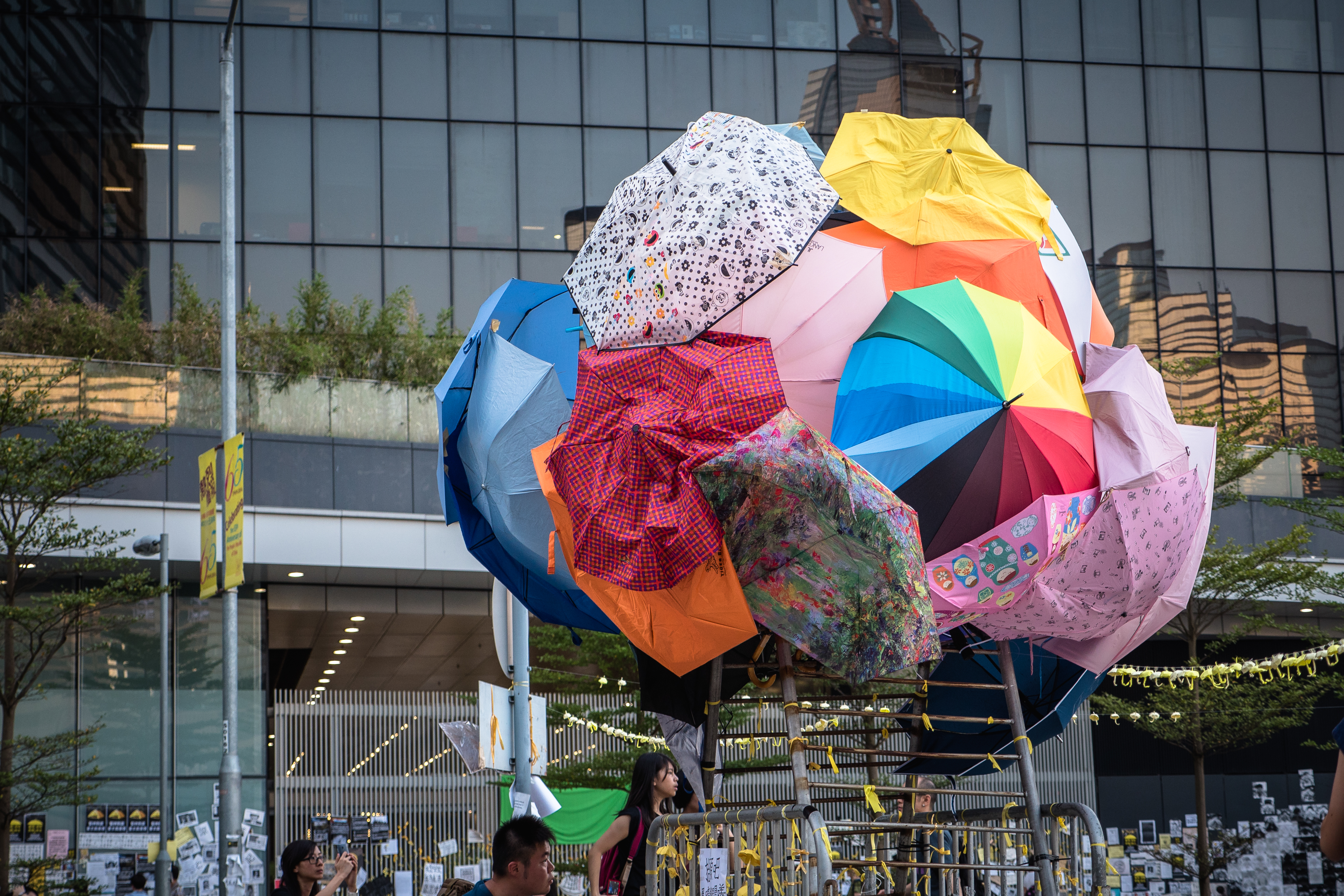
Deštníková revoluce v Hongkongu v roce 2014

Od roku 2014 začaly volby probíhat na základě seznamu kandidátů prověřených pekingskou vládou. Tato a další čínské politiky, včetně pokusu v roce 2019 umožnit vydávání pachatelů trestních činů z Hongkongu na území pevninské Číny, vedly k masovým protestům, napjatým britsko-čínským diplomatickým vztahům a vyvolaly zvýšené obavy ohledně čínských intervencí do autonomie Hongkongu a potlačování lidských práv na ostrově. Napjaté vztahy mezi Hongkongem a Čínou se promítly i do roku 2020. V květnu byl na zasedání čínského parlamentu představen návrh nového zákona o národní bezpečnosti v Hongkongu, který by měl zabránit „podvratné činnosti a separatistickým aktivitám“ na ostrově. Tento záměr vyvolal velkou pozornost na mezinárodním poli, když se proti němu ohradily Spojené americké, Velká Británie i Evropská unie.
Situace v Hongkongu je tedy poněkud chaotická a rozpačitá. Zdejší mladí pro demokratičtí aktivisté i nadále žijí v nejistotě, a to především s ohledem na to, jak bude život na ostrově vypadat po vypršení čínsko-britské dohody v roce 2047, kdy by ostrov měl vystoupit z režimu „jedna země, dva systémy“.